# Cirolana perlata
Cirolana perlata är en kräftdjursart som beskrevs av Barnard 1936. Cirolana perlata ingår i släktet Cirolana och familjen Cirolanidae. Inga underarter finns listade i Catalogue of Life.